# Zeta Sagittarii
Zeta Sagittarii (ζ Sagittarii, kurz ζ Sgr) ist ein knapp 90 Lichtjahre entferntes Sternsystem im Schützen. Es handelt sich um ein Doppelsystem zweier A-Sterne und vermutlich einer weiteren, weniger leuchtkräftigen Komponente. Das Sternpaar weist eine Gesamtmasse von 5,26 ± 0,37 Sonnenmassen auf und hat eine scheinbare Gesamthelligkeit von 2,6 mag. Zeta Sagittarii trägt den (historischen) Eigennamen Askella bzw. Ascella (lat. „die Achsel“).